# Râul Izvorul Bogdanului
Râul Izvorul Bogdanului este un curs de apă, unul din cele două brațe care formează râul Slatina.

## Hărți
- Harta Județul Argeș
- Munții Iezer  Arhivat în 11 februarie 2012, la Wayback Machine.
- Munții Făgăraș  Arhivat în 8 septembrie 2013, la Wayback Machine.
- Alpinet - Munții Făgăraș